# 苯丙炔酸
苯丙炔酸（英語：Phenylpropiolic acid）是一种有机化合物，化学式 C6H5C≡CCOOH，可看做苯环与丙炔酸融合形成的化合物。